# Марков, Георгий Иванов
Гео́ргий Иванов Ма́рков (болг. Георги Иванов Марков; 1 марта 1929 — 11 сентября 1978) — болгарский диссидент, писатель и журналист, убитый в Лондоне. Считается, что убийство осуществил Комитет государственной безопасности НРБ. Убийцу так и не нашли.

## Биография
Родился в семье военнослужащего, отец, Иван Марков (1908—1978), рано оставил службу в связи с тяжёлой формой туберкулёза и работал киоскёром. Мать, Райка (1907—1985), была домохозяйкой. В семье родилось трое сыновей — Георгий, Никол (1931) и Васил (1950, умер во младенчестве).
В 1946 году Георгий окончил Первую мужскую гимназию в Софии. Начал учиться по химической специальности в Русе, но после закрытия этой специальности перешёл в Государственный политехнический институт в Софии, который окончил в 1953 году с квалификацией инженера-химика.
Работал инженером-технологом на государственном промышленном предприятии «Победа», в ДИП «Стинд», с 1952 по 1958 год преподавал в Техникуме керамики и стекла. Ушёл с работы по болезни в 1959 году.
В возрасте 19 лет Георгий заболел тяжёлой формой туберкулёза лёгких. Длительно (хотя и с перерывами) лечился, в течение более десяти лет, в зависимости от стадии обострения, ложился в стационар. Находясь в санатории Владая, Марков предпринимает первые литературные попытки.
Георгий Марков становится популярным среди правящей коммунистической элиты Болгарии. Его принимают в Союз болгарских писателей. Однако постепенно в его произведениях усиливаются критические нотки, а форма этой критики не только становится более открытой, но и опасно затрагивает кардинальные вопросы политического устройства и государственного строя Болгарии. После Пражской весны 1968 года терпимость властей к свободной критике резко снижается, и Марков оказался за гранью допустимого.
В 1969 году он уезжает в Великобританию, спасаясь от преследований, которым он подвергался за свои антисоветские убеждения. Обосновавшись в Лондоне, он женился на англичанке Аннабель Дилайк и устроился работать на радиостанцию Би-би-си.
Первое время Марков жил за границей вполне легально, однако после того, как стало очевидным его нежелание возвращаться, болгарские власти аннулировали его заграничный паспорт. 27 декабря 1972 года Марков, как невозвращенец, был осуждён болгарским судом заочно на 6,5 лет лишения свободы. Ранее, в том же году, он был исключён из Союза болгарских писателей. Произведения Маркова были изъяты из библиотек, а его имя перестало упоминаться в официальной болгарской прессе.

## Убийство
7 сентября 1978 года, выйдя с работы, Георгий Марков шёл к своему автомобилю, припаркованному в некотором отдалении. Проходя через толпу людей на автобусной остановке, он споткнулся о чей-то зонтик и почувствовал укол. Человек с зонтиком извинился и уехал.
На следующий день Маркова стали мучить приступы тошноты, резко поднялась температура, и он был доставлен в больницу. Однако состояние его всё более ухудшалось, и 11 сентября он скончался. Перед смертью он успел рассказать об эпизоде с зонтиком.

## Расследование и свидетельства
Расследование полиции, проводившееся по смерти Маркова, показало, что при уколе зонтиком в икру его ноги была имплантирована металлическая капсула с рицином (аналогично со случаем Александра Солженицына), которая была найдена при вскрытии.
По утверждению бывшего генерала КГБ СССР Олега Калугина, убийство было санкционировано первым секретарём БКП Тодором Живковым. По словам Калугина, «в 1978 году через него шли указания советским агентам снабдить спецслужбу Болгарии зонтиком с пружиной, который впоследствии использовали для введения дозы рицина». Предполагают, что отравивший Маркова яд был изготовлен в «Камере», или Лаборатории 12, как называют её ветераны КГБ. По другим данным, устройство было пневматическим ружьем, стрелявшим микрокапсулой с рицином и замаскированным под зонтик. Для надёжного поражения требовалось стрелять с очень близкого расстояния; в случае Маркова выстрел был сделан практически в упор. Глава организации ветеранов Службы внешней разведки «Честь и достоинство» полковник Валентин Величко предполагал, что убийство стало последней операцией особого отдела «В», который занимался ликвидацией политических врагов.
В апреле 1991 года Олег Калугин сказал корреспонденту Радио «Свобода», что в 1978 году, будучи начальником Управления «К» ПГУ КГБ (отвечало за «работу с беженцами»), связал своего заместителя Сергея Голубева со своей Лабораторией 12, приказав тому снабдить болгар средствами для убийства Маркова.
В 1993 году бывший полковник первого главного управления КГБ СССР Олег Гордиевский утверждал, что ликвидация Маркова была подготовлена генералом Сергеем Михайловичем Голубевым, который якобы «лично повёз яд, который был заложен в острие специального зонтика». В то же время Гордиевский подчёркивал, что основная ответственность за ликвидацию Маркова лежала всё же на болгарах, а не на СССР.
В июне 2005 года британская пресса со ссылкой на опубликованные в болгарской прессе документы болгарских спецслужб сообщала, что основной подозреваемый ими в убийстве — итальянец Франческо Гуллино, проживает в Дании.
20 июня 2008 года газета The Times сообщила, что группа британских следователей во второй раз за три месяца прибыла в Болгарию для расследования убийства болгарского диссидента Георгия Маркова, и предположила, что им стала известна новая информация.
По сообщению пресс-секретаря болгарской госпрокуратуры Румяны Арнаудовой, дело об убийстве Маркова планировалось закрыть 12 сентября 2013 года, по истечении срока давности в 35 лет. Для продления срока расследования требовалось, чтобы подозреваемый в совершении преступления был задержан, обвинён или объявлен в розыск. По состоянию на данный момент, не установлена личность преступника, и ни одно из указанных выше действий не было предпринято. В 2008 году болгарская прокуратура уже продлевала расследование на пять лет в надежде, что доступ к документам коммунистической эпохи поможет в расследовании.

## Творчество

### Публицистика
- «Задочни репортажи за България» — 1978
- «Когато часовниците са спрели. Нови задочни репортажи за България» — 1991

### Романы
- «Победителите на Аякс» — 1959
- «Цезиева нощ» — 1957
- «Мъже» — 1962
- «Покривът» — 2007

### Пьесы
- «Последният патент» — 1965
- «Кафе с претенция» — 1966
- «Да се провреш под дъгата»
- «Комунисти»
- «Аз бях той»
- «Асансьорът» — 1967
- «Атентат в затворената улица» — 1968
- «Архангел Михаил» — 1990, 1997

### Новелла, рассказ, повесть
- «Анкета» — 1961 (сборник)
- «Между нощта и деня» — 1961 (сборник)
- «Портретът на моя двойник» — 1966, 1996 (сборник)
- «Жените на Варшава» — 1968 (сборник)

## В массовой культуре
- 1980 — во французской кинокомедии «Укол зонтиком» обыгрывается подобный способ убийства.
- 1987 — в польской сатирической кинокомедии «Кингсайз» спецслужба государства гномов Шкафландии использует зонтик со шприцем.
- Инцидент упоминается в сериале «Во все тяжкие», когда главные герои замышляют избавиться от врага, отравив его рицином.